# Denti (film)
Pour les articles homonymes, voir Denti.
Pour plus de détails, voir Fiche technique et Distribution.
Denti est un film italien réalisé par Gabriele Salvatores et sorti en 2000.

## Synopsis
Anotonio est né avec des dents très longues, ce qui lui vaut d'être rejeté pendant sa jeunesse.

## Fiche technique
- Titre anglais : Teeth
- Réalisation : Gabriele Salvatores
- Scénario : Gabriele Salvatores d'après un roman de Domenico Starnone[2]
- Production :  Colorado Film Production
- Musique : Eraldo Bernocchi, Federico De Robertis, Teho Teardo
- Photographie : Italo Petriccione
- Montage : Massimo Fiocchi
- Durée : 96 minutes
- Dates de sortie : 
  - 1er septembre 2000 : Festival de Venise
  - 13 octobre 2000 (Italie)

## Distribution
- Sergio Rubini : Antonio
- Anouk Grinberg : mère d'Antonio
- Tom Novembre : Luca
- Anita Caprioli : Mara
- Fabrizio Bentivoglio : Oncle Nino
- Paolo Villaggio : Dr. Cagnano
- Claudio Amendola : Antonio da giovane
- Barbara Cupisti : Segretaria Dott Calandra
- Riccardo Zinna :

## Distinctions
- Mention spéciale au Festival de Venise
- Meilleur acteur au festival international de Malaga pour Sergio Rubini